# Sarxanlı
Sarxanlı è un comune dell'Azerbaigian situato nel distretto di Cəlilabad. Conta una popolazione di 1 075 abitanti.